# Valerianella aksaensis
Valerianella aksaensis är en kaprifolväxtart som beskrevs av M.N. Abdullaeva. Valerianella aksaensis ingår i släktet klynnen, och familjen kaprifolväxter. Inga underarter finns listade i Catalogue of Life.